# Crystal red garnaal
Crystal red garnalen zijn zoetwatergarnalen van het genus Caridina.

## Ontdekking
In 1996 ontdekte Hisayasu Suzuki (uit Japan) een rode variant van Caridina sp. tussen de oorspronkelijk zwarte nakomelingen. De garnaal heeft veel aan populariteit gewonnen, zowel in Japan als in de rest van de wereld, en is verder verfijnd door Suzuki en andere kwekers om garnalen te krijgen met bredere witte banden en intenser rood. In Japan worden ze vaak red bee shrimp genoemd.

## Verzorging
Ze worden tot 2,5 cm groot en leven in water tot 27 °C, maar gedijen het beste in temperaturen van 20-25 °C met een zuurtegraad tussen 6,5-7,2. De garnalen zijn erg gevoelig voor snelle veranderingen in waterwaarden, in het bijzonder voor stikstofhoudend afval of nitriet. Zacht, licht zuur water is ideaal als leefomgeving voor hen. Ze planten zich voort vanaf de leeftijd van 4,5 en 5 maanden als ze een lengte hebben van ten minste 2,2 cm. Het geslacht is moeilijk te onderscheiden, en zeker bij jonge garnalen is het bijna onmogelijk te zien.

## Gradatie
In gevangenschap gekweekte crystal red garnalen zijn vaak geklasseerd door middel van een kwaliteitsschaal: C (3 witte banden) , A (3 soms 4 witte banden) , S+ (4 witte banden; de tiger tooth en v-band) , SS (middelste rode banden zijn korter; de no-entry hinomaru, de double hinumaru en de hinumaru) en SSS (bijna geheel wit; de mosura flower en de mosura crown) , waarbij de laatste letter de hoogste gradatie is hoe witter hoe hoger de gradatie en hoe duurder. De gradatie is gebaseerd op de kleur en de verdeling van de patronen, en kan zeer subjectief zijn.